# N of tha World
N of tha World — сьомий студійний альбом американського реп-гурту Natas, виданий 24 січня 2006 р. лейблом Reel Life Productions. Платівка є першим релізом, що вийшов на цьому лейблі з часів альбому WicketWorldWide.COM.

## Музика й тексти
«See You in Hell» містить семпл з пісні Мадді Вотерса «Tom Cat», яка увійшла до його психоделічного концептуального альбому 1968 року Electric Mud. У «Why You Gotta Lie» використано барабанний брейк з композиції Aerosmith та Run-DMC «Walk This Way» та гармонійну прогресію з пісні гурту Metallica «Enter Sandman».
Тексти гурту зосереджені на темах жінок, насилля та впевненості у своїх силах. Esham знову називає себе прізвиськом Esham the Unholy. Востаннє він це робив на треці «Enjoy Life» з альбому 2003 року Bedlamitez Rize дуету Bedlam.

## Список пісень
| #   | Назва                                | Виконавці                               | Тривалість |
| --- | ------------------------------------ | --------------------------------------- | ---------- |
| 1.  | «Intro»                              |                                         | 1:11       |
| 2.  | «Once Upon a Time»                   | Esham, T-N-T                            | 2:50       |
| 3.  | «Dead Men Don't Sing»                | Esham, T-N-T                            | 3:43       |
| 4.  | «Worlds Apart»                       | Esham, T-N-T                            | 4:36       |
| 5.  | «Long as I Live»                     | Esham, T-N-T                            | 4:11       |
| 6.  | «Pancakes & Syrup»                   | Esham, T-N-T                            | 4:42       |
| 7.  | «Full of Hate»                       | T-N-T, Esham                            | 3:11       |
| 8.  | «Nightmares»                         | Esham, T-N-T                            | 4:08       |
| 9.  | «On My Own»                          | Esham                                   | 3:25       |
| 10. | «Trouble & Pain»                     | Esham, Doc «Hollywood» Hustle, Moebadis | 4:27       |
| 11. | «N of tha World»                     | Esham, T-N-T, Mastamind                 | 5:33       |
| 12. | «See You in Hell»                    | Esham, T-N-T                            | 3:08       |
| 13. | «?»                                  | Esham                                   | 3:05       |
| 14. | «Crazytown»                          | T-N-T                                   | 2:49       |
| 15. | «Niggaz Always Talkin' Alot of Shit» | Esham, T-N-T                            | 4:02       |
| 16. | «Why You Gotta Lie»                  | Esham, T-N-T                            | 3:21       |

## Учасники
- Esham the Unholy також відомий як Black Hitler — виконавець, продюсер, виконавчий продюсер
- T-N-T також відомий як The Dynamite Kid — виконавець
- Mastamind також відомий як Mr. Hellraiser — виконавець
- Майк Пувол — гітара, додаткова техпідтримка
- Ренді Лінч — гітара на «Pancakes & Syrup» та «On My Own»
- The Brian Schram Band — різні інструменти на «Worlds Apart»
- Янґ Кайл — A&R
- Ерік «Дез» Сондерс — дизайн обкладинки[2]
- Майкл Брум — малюнки